# Quốc lộ 1
Quốc lộ 1, còn được biết đến với các tên gọi khác như Quốc lộ 1A, đường 1, đường cái quan, đường thiên lý hay đường xuyên Việt là tuyến đường giao thông xuyên suốt Việt Nam. Quốc lộ bắt đầu (Km 0) tại cửa khẩu Hữu Nghị trên biên giới giữa Việt Nam và Trung Quốc, nằm tại thị trấn Đồng Đăng thuộc huyện Cao Lộc, tỉnh Lạng Sơn, và kết thúc tại thị trấn Năm Căn thuộc huyện Năm Căn, tỉnh Cà Mau với tổng chiều dài 2.482 km. Đây là tuyến đường quan trọng hàng đầu Việt Nam, nó đi qua trung tâm của một nửa số tỉnh thành Việt Nam, nối liền 4 thành phố lớn: Hà Nội, Đà Nẵng, Thành phố Hồ Chí Minh và Cần Thơ. Nằm rất gần với quốc lộ 1 huyết mạch là đường cao tốc Bắc – Nam phía Đông và đường sắt Bắc – Nam, cũng nối thông suốt giữa 2 miền Nam và Bắc Việt Nam.

## Lộ trình

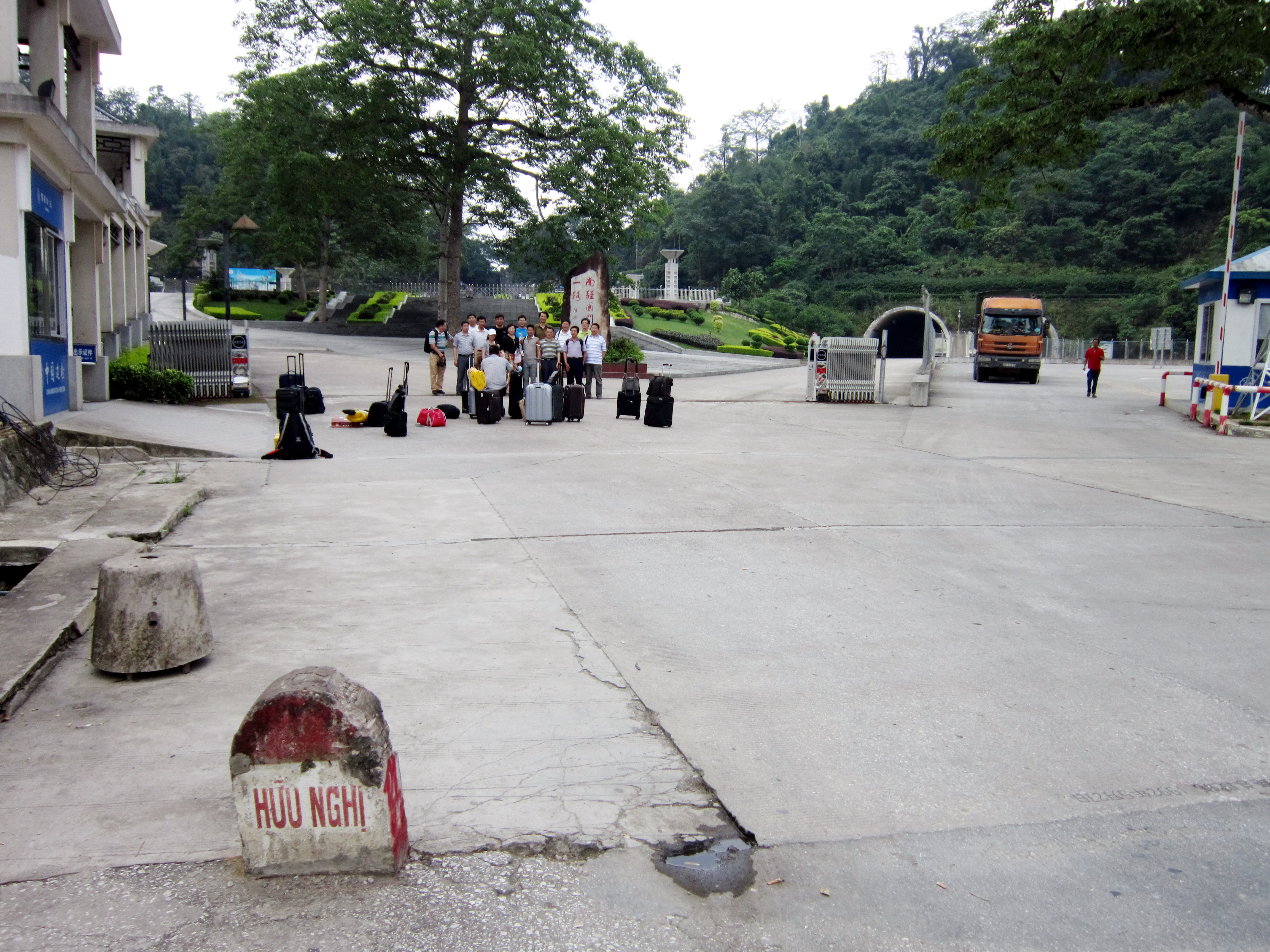
Cột mốc km số 0 ở Hữu Nghị Quan, Lạng Sơn nối Việt Nam và Trung Quốc

Quốc lộ 1 đi qua 31 tỉnh và thành phố với các điểm nút chính sau:
- Cửa khẩu Hữu Nghị (Km 0, tỉnh Lạng Sơn)
- Lạng Sơn (Km 16, tỉnh Lạng Sơn)
- Bắc Giang (Km 119, tỉnh Bắc Giang)
- Bắc Ninh (Km 139, tỉnh Bắc Ninh)
- Hà Nội (Km 170)
- Phủ Lý (Km 229, tỉnh Hà Nam)
- Hoa Lư (Km 263, tỉnh Ninh Bình)
- Tam Điệp (Km 280, tỉnh Ninh Bình)
- Thanh Hóa (Km 323, tỉnh Thanh Hóa)
- Vinh (Km 461, tỉnh Nghệ An)
- Hà Tĩnh (Km 510, tỉnh Hà Tĩnh)
- Đồng Hới (Km 658, tỉnh Quảng Bình)
- Đông Hà (Km 750, tỉnh Quảng Trị)
- Huế (Km 824)
- Đà Nẵng (Km 929)
- Tam Kỳ (Km 991, tỉnh Quảng Nam)
- Quảng Ngãi (Km 1054)
- Quy Nhơn (Km 1232, tỉnh Bình Định)
- Tuy Hòa (Km 1329, tỉnh Phú Yên)
- Nha Trang (Km 1450, tỉnh Khánh Hòa)
- Cam Ranh (Km 1507, tỉnh Khánh Hòa)
- Phan Rang – Tháp Chàm (Km 1555, tỉnh Ninh Thuận)
- Phan Thiết (Km 1701, tỉnh Bình Thuận)
- Long Khánh (Km 1819, tỉnh Đồng Nai)
- Biên Hòa (Km 1867, tỉnh Đồng Nai)
- Dĩ An (Km 1879, tỉnh Bình Dương)
- Thành phố Hồ Chí Minh (Km 1889)
- Tân An (Km 1924, tỉnh Long An)
- Mỹ Tho (Km 1954, tỉnh Tiền Giang)
- Vĩnh Long (Km 2029, tỉnh Vĩnh Long)
- Cần Thơ (Km 2068)
- Ngã Bảy (Km 2096, tỉnh Hậu Giang)
- Sóc Trăng (Km 2127, tỉnh Sóc Trăng)
- Bạc Liêu (Km 2173, tỉnh Bạc Liêu)
- Cà Mau (Km 2239, tỉnh Cà Mau)

| Thứ tự | Tỉnh/Thành phố | Km số | Chiều dài (km) | Thứ hạng |
| ------ | -------------- | ----- | -------------- | -------- |
| 1      | Lạng Sơn       | 16    | 94,5           | 12       |
| 2      | Bắc Giang      | 119   | 37,6           | 23       |
| 3      | Bắc Ninh       | 139   | 20,1           | 29       |
| 4      | Hà Nội         | 170   | 55,3           | 20       |
| 5      | Hà Nam         | 229   | 35,1           | 25       |
| 6      | Ninh Bình      | 263   | 33,9           | 26       |
| 7      | Thanh Hóa      | 323   | 109,8          | 9        |
| 8      | Nghệ An        | 461   | 91,3           | 14       |
| 9      | Hà Tĩnh        | 510   | 126,9          | 3        |
| 10     | Quảng Bình     | 658   | 122,1          | 5        |
| 11     | Quảng Trị      | 750   | 75,3           | 15       |
| 12     | Huế            | 824   | 118,4          | 7        |
| 13     | Đà Nẵng        | 929   | 36,8           | 24       |
| 14     | Quảng Nam      | 991   | 87,1           | 13       |
| 15     | Quảng Ngãi     | 1054  | 98,0           | 10       |
| 16     | Bình Định      | 1232  | 118,3          | 8        |
| 17     | Phú Yên        | 1329  | 123,2          | 6        |
| 18     | Khánh Hòa      | 1450  | 158,5          | 2        |
| 19     | Ninh Thuận     | 1555  | 64,3           | 17       |
| 20     | Bình Thuận     | 1701  | 181,4          | 1        |
| 21     | Đồng Nai       | 1867  | 98,7           | 11       |
| 22     | Bình Dương     | 1879  | 4,5            | 31       |
| 23     | TP Hồ Chí Minh | 1889  | 48             | 21       |
| 24     | Long An        | 1924  | 30,8           | 27       |
| 25     | Tiền Giang     | 1954  | 72,8           | 16       |
| 26     | Vĩnh Long      | 2029  | 38,7           | 22       |
| 27     | Cần Thơ        | 2068  | 11             | 30       |
| 28     | Hậu Giang      | 2096  | 27,5           | 28       |
| 29     | Sóc Trăng      | 2119  | 60,5           | 19       |
| 30     | Bạc Liêu       | 2176  | 61,8           | 18       |
| 31     | Cà Mau         | 2236  | 123            | 4        |

## Thông số kỹ thuật
- Tổng chiều dài của Quốc lộ 1 dài 2.482 km;
- Mặt đường rộng 21 m;
- Thảm bê tông nhựa;
- Trên toàn tuyến có 874 cầu lớn nhỏ, tải trọng 25–30 tấn.
- Trên tuyến có 6 đường đèo lớn.

Quốc lộ 1 trong suốt lịch sử của nó đã thúc đẩy sự phát triển của các địa phương mà nó đi qua nhưng bản thân nó lại không được phát triển. Vì vậy quốc lộ 1 đã không đáp ứng được nhu cầu lưu thông của thời hiện tại. Nay quốc lộ 1 đang được làm mới theo hướng nâng cấp các đoạn xa đô thị, làm đường tránh tại các đô thị, làm mới trên một số tuyến có nhiều đô thị liên tiếp. Hiện nay, khi chưa có quyết định thay đổi tên đường, các đoạn mới làm được gọi là Quốc lộ 1 mới, các đoạn đi trong đô thị được gọi là Quốc lộ 1 cũ. Tuyến quốc lộ 1 mới không còn song song liên tục với đường sắt như quốc lộ 1 cũ (quốc lộ 1 cũ đoạn qua Hà Nội song song với đường sắt Bắc – Nam và đường sắt Hà Nội – Đồng Đăng; riêng đường sắt Hà Nội – Đồng Đăng thì có cả Bắc Ninh và Bắc Giang). Tuy nhiên, quốc lộ 1 mới có một số đoạn đi song song hoặc trùng với đường cao tốc như Hà Nội – Bắc Giang, vành đai 3 từ cầu Phù Đổng đến Pháp Vân (đa số đều là 1 phần của đường cao tốc Bắc – Nam phía Đông).

## Lịch sử
Quốc lộ 1 được hình thành từng đoạn qua từng thời kỳ, từ thời Việt Nam bị chia cắt thành Đàng Trong và Đàng Ngoài bên cạnh đường thủy thì con đường này cũng bắt đầu được hình thành. Tuy nhiên phải đến thời nhà Nguyễn sau khi thống nhất đất nước mới tu bổ và hoàn thiện con đường cái quan từ bắc đến nam này, ban đầu đường nhỏ chủ yếu dành cho việc vận chuyển người, hàng hóa bằng ngựa. Về sau cùng với sự cai trị của người Pháp con đường được mở rộng, nâng cấp. Trong thời kì chiến tranh, con đường bị chiếm đóng và phá hoại khiến việc lưu thông khó khăn.
Sau năm 2000 đến nay, con đường được mở rộng từng đoạn, làm tuyến tránh các đô thị chủ yếu đầu tư theo hình thức BOT, nay con đường nhiều đoạn đã được mở rộng cho 2 làn đường đi trở lên. Từ năm 2015 trở đi, phần lớn quốc lộ 1 là 4 làn xe (trừ một số đoạn từ Ngã Bảy đi Cà Mau và một số tuyến tránh)

## Đường AH1
AH1 là tuyến đường bộ dài nhất của hệ thống đường xuyên Á với tổng chiều dài 12.845 dặm (20.557 km) từ Tokyo qua Triều Tiên, Trung Quốc, Đông Nam Á và Ấn Độ đến biên giới giữa Iran, Thổ Nhĩ Kỳ và Bulgaria Tây Istanbul. Ở Việt Nam, đường Quốc lộ 1 hiện là tuyến đường chính, cùng với quốc lộ 22 làm nên tuyến đường AH1 này.
Tuyến AH1 qua Việt Nam gồm 2 quốc lộ và một số đoạn đường cao tốc:

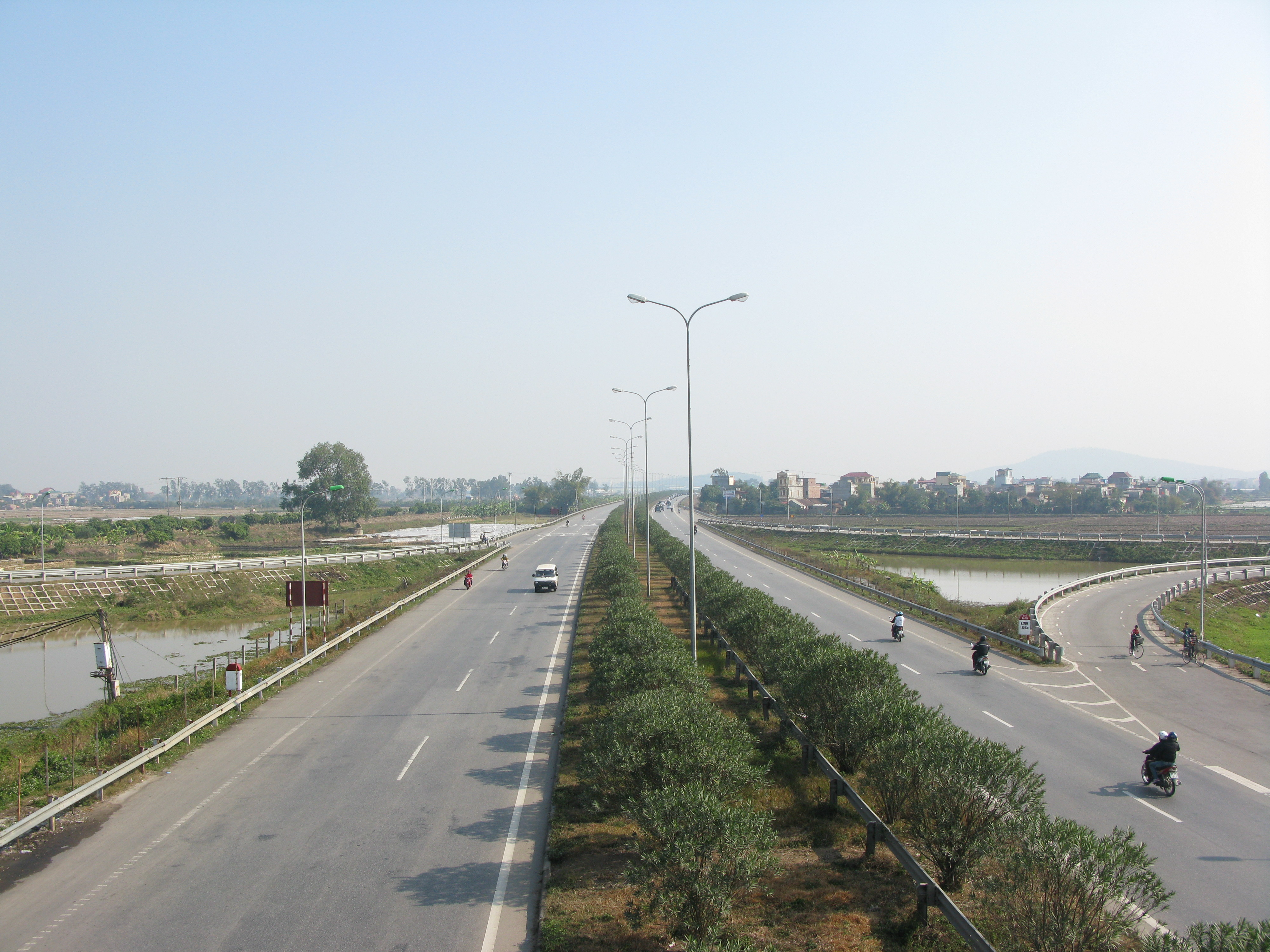
Đường cao tốc Bắc – Nam phía Đông, đoạn Hà Nội – Bắc Giang đoạn qua địa phận tỉnh Bắc Ninh

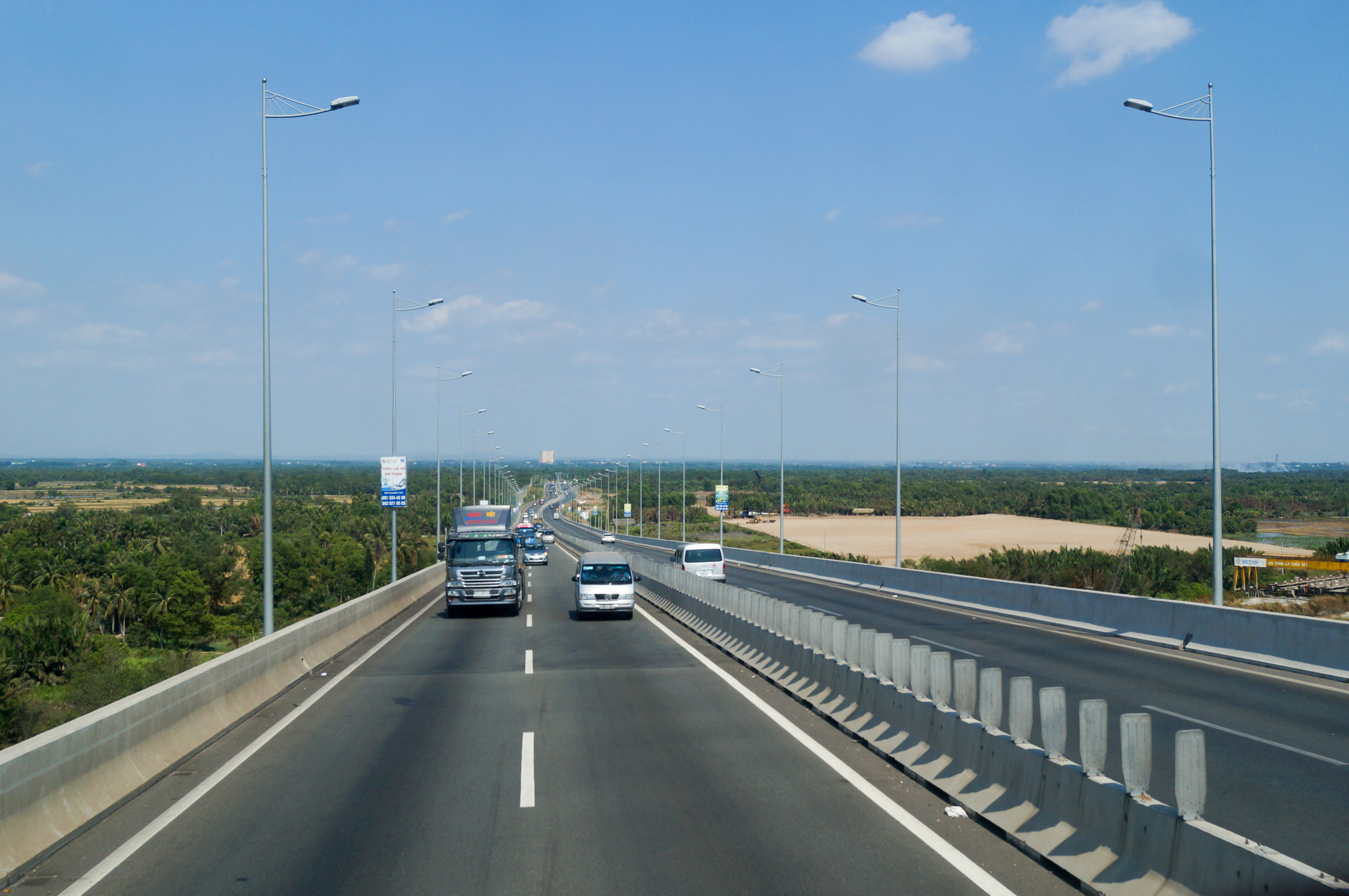
Cầu Long Thành

- Quốc lộ 1: Cửa khẩu Hữu Nghị/Chi Lăng
- Đường cao tốc Bắc – Nam phía Đông (đoạn Chi Lăng – Diễn Châu): Bắc Giang – Bắc Ninh – Hà Nội – Phủ Lý – Ninh Bình – Thanh Hóa – Diễn Châu – Vinh – Bãi Vọt
  - Được kết nối qua  (đoạn từ Bãi Vọt đến Hồng Lĩnh) (tạm thời)
- Quốc lộ 1: Hồng Lĩnh – Hà Tĩnh – Đồng Hới – Đông Hà/Quảng Trị
  - Được kết nối qua  (đoạn từ TP. Đông Hà đến Cam Lộ) (tạm thời)
- Đường cao tốc Bắc – Nam phía Đông (đoạn Cam Lộ – Quảng Ngãi): Đông Hà/Quảng Trị – Huế – Đà Nẵng – Tam Kỳ – Quảng Ngãi
- Quốc lộ 1: Quy Nhơn – Tuy Hòa – Nha Trang
  - Được kết nối qua  (đoạn từ Diên Khánh đến Diên Thọ) (tạm thời)
- Đường cao tốc Bắc – Nam phía Đông (đoạn Nha Trang – Dầu Giây): Nha Trang – Cam Lâm – Phan Rang – Vĩnh Hảo – Phan Thiết – Dầu Giây
- ,  Đường cao tốc Thành phố Hồ Chí Minh – Long Thành – Dầu Giây (đoạn Lộ 25 – Phú Hữu)
  - Được kết nối qua đường Vành đai 2 (đoạn từ Phú Hữu đến Khu Công nghệ cao) (tạm thời)
- Quốc lộ 1: Thành phố Hồ Chí Minh
- Quốc lộ 22: Thành phố Hồ Chí Minh – Cửa khẩu Mộc Bài/Tây Ninh

Trong tương lai, khi  (đoạn Hữu Nghị Quan – Lạng Sơn, Bãi Vọt – Cam Lộ, Quảng Ngãi – Nha Trang),  (đoạn Long Trường – Tân Thạnh Đông và đoạn Long Thành – Bến Lức – Tân Thạnh Đông) và  sẽ trở thành tuyến đường chính của đường AH1 khi hoàn thành, còn  và  sẽ chỉ được coi là tuyến nhánh phụ của đường này.

## Hình ảnh

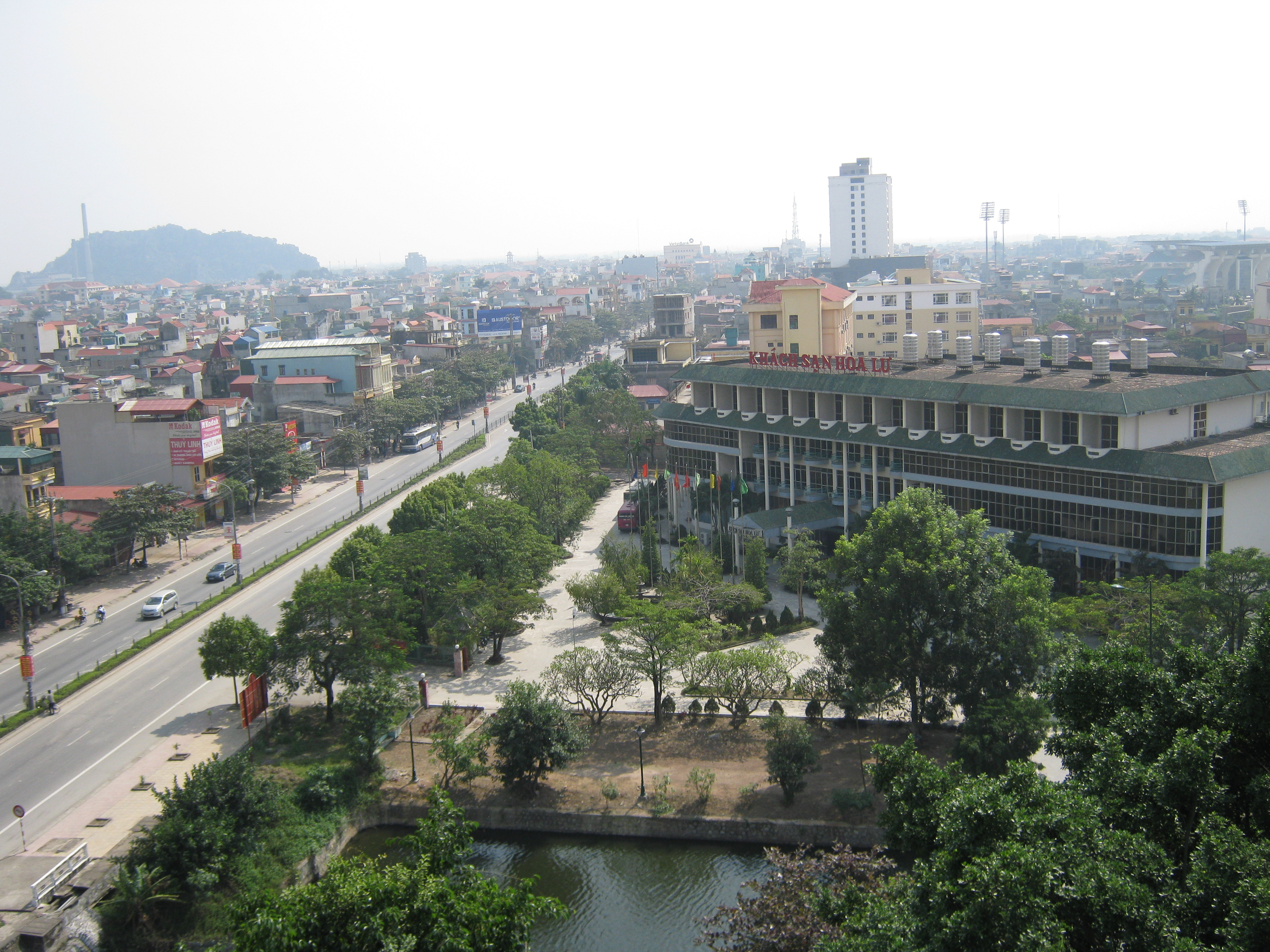
Quốc lộ 1, đoạn qua thành phố Hoa Lư
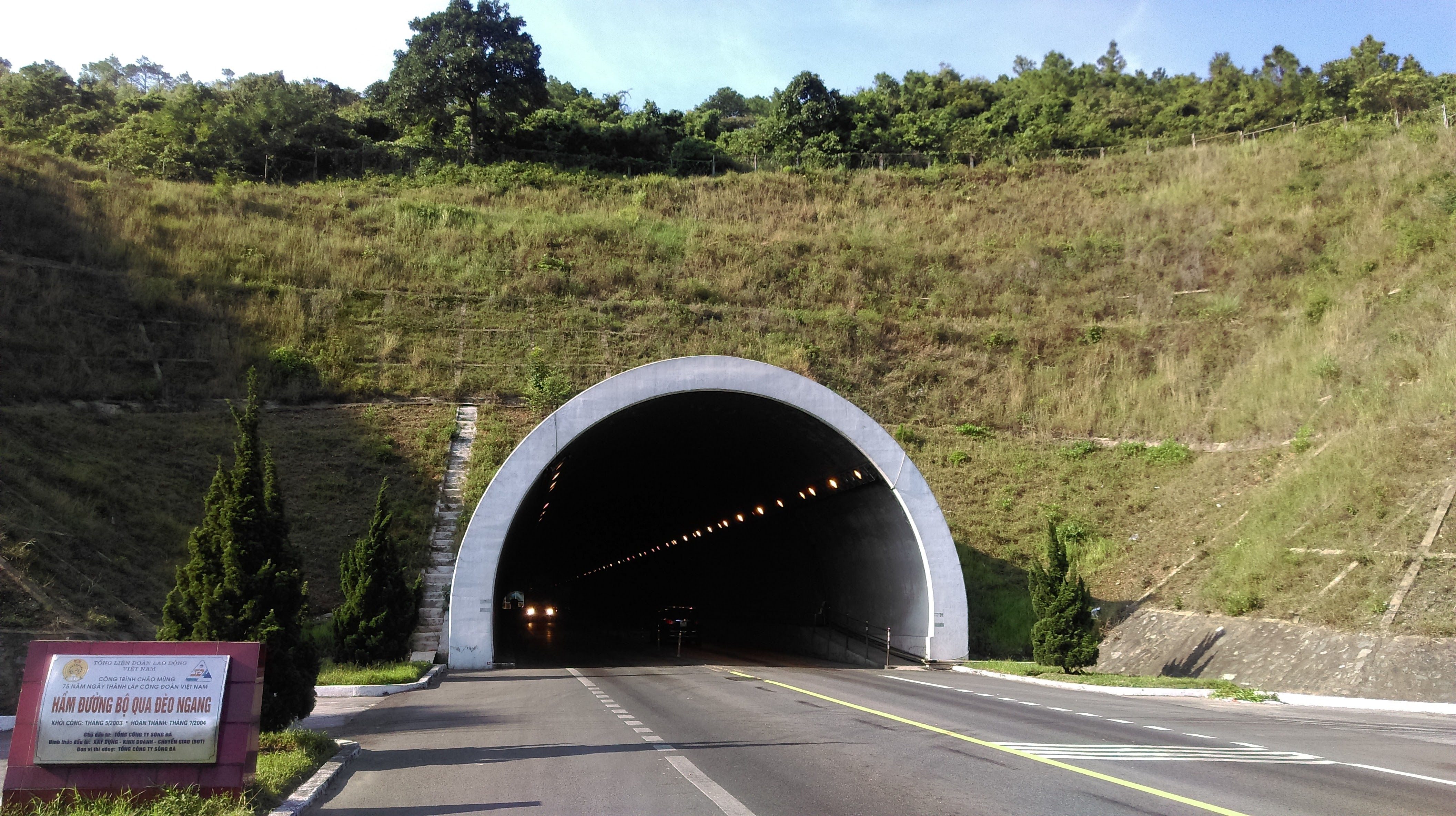
Hầm đường bộ Đèo Ngang, Hà Tĩnh – Quảng Bình
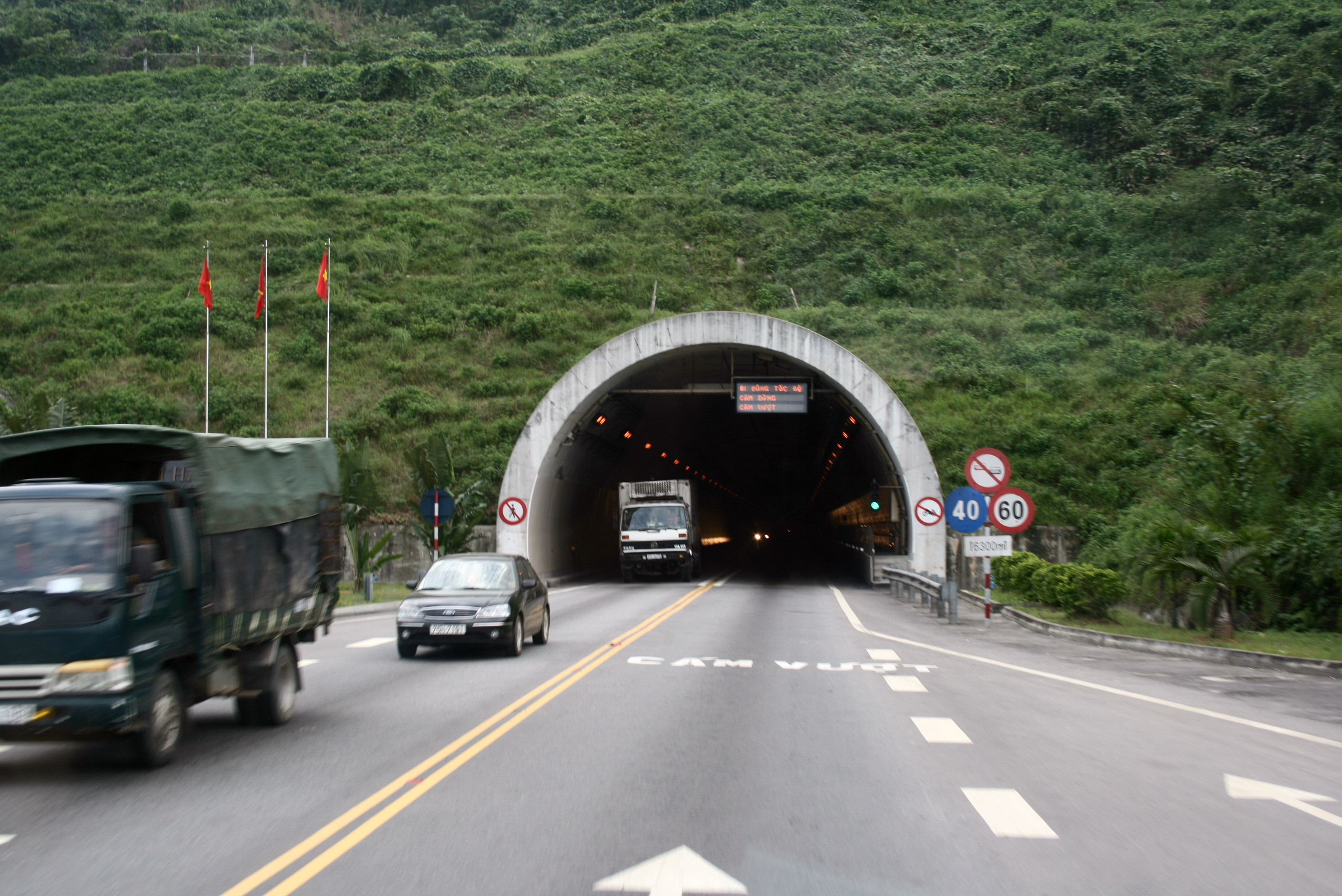
Quốc lộ 1 đi qua hầm Hải Vân, Đà Nẵng – Thừa Thiên Huế
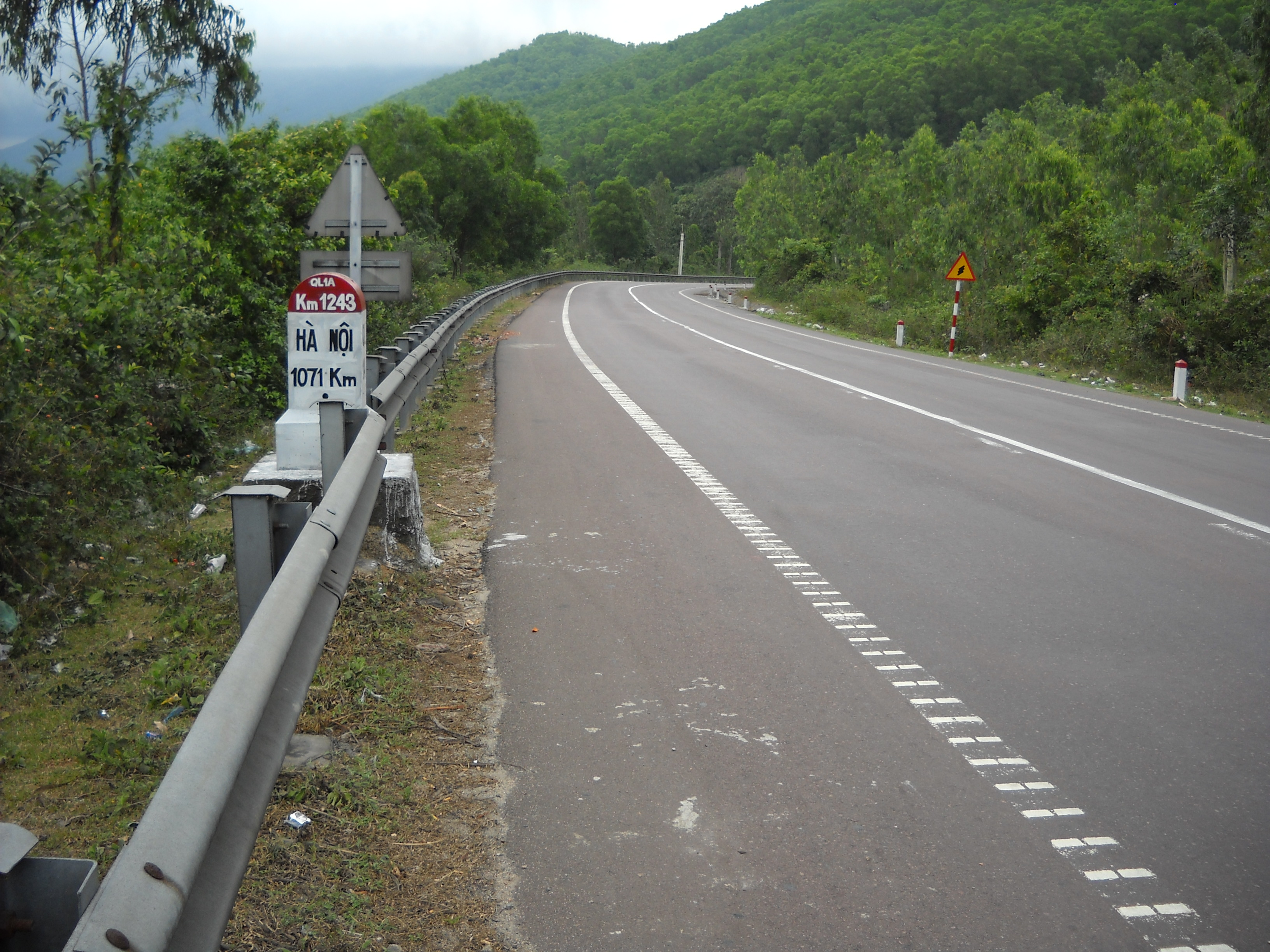
Quốc lộ 1 đoạn đèo Cù Mông, Bình Định – Phú Yên
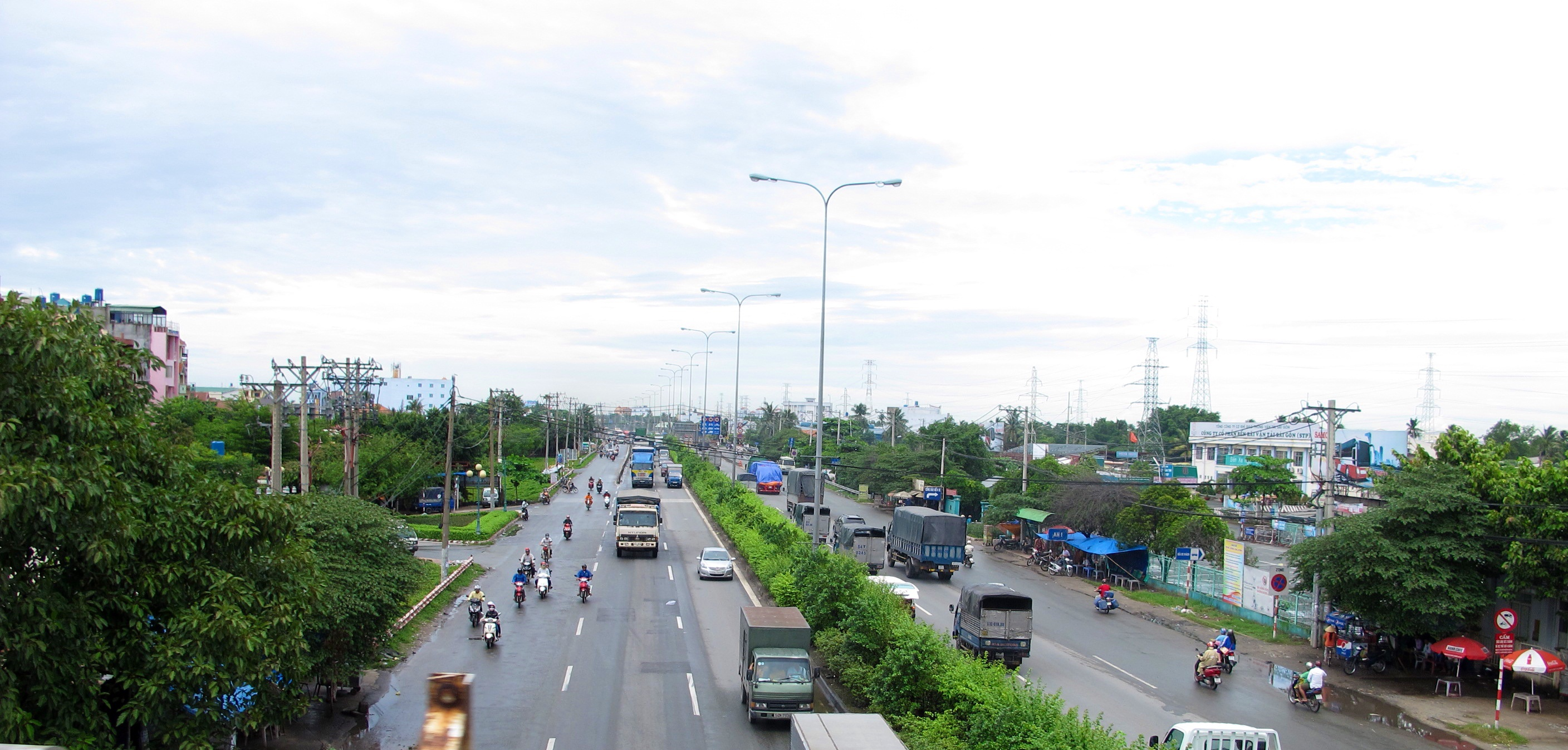
Quốc lộ 1 đoạn qua Quận 12, Thành phố Hồ Chí Minh
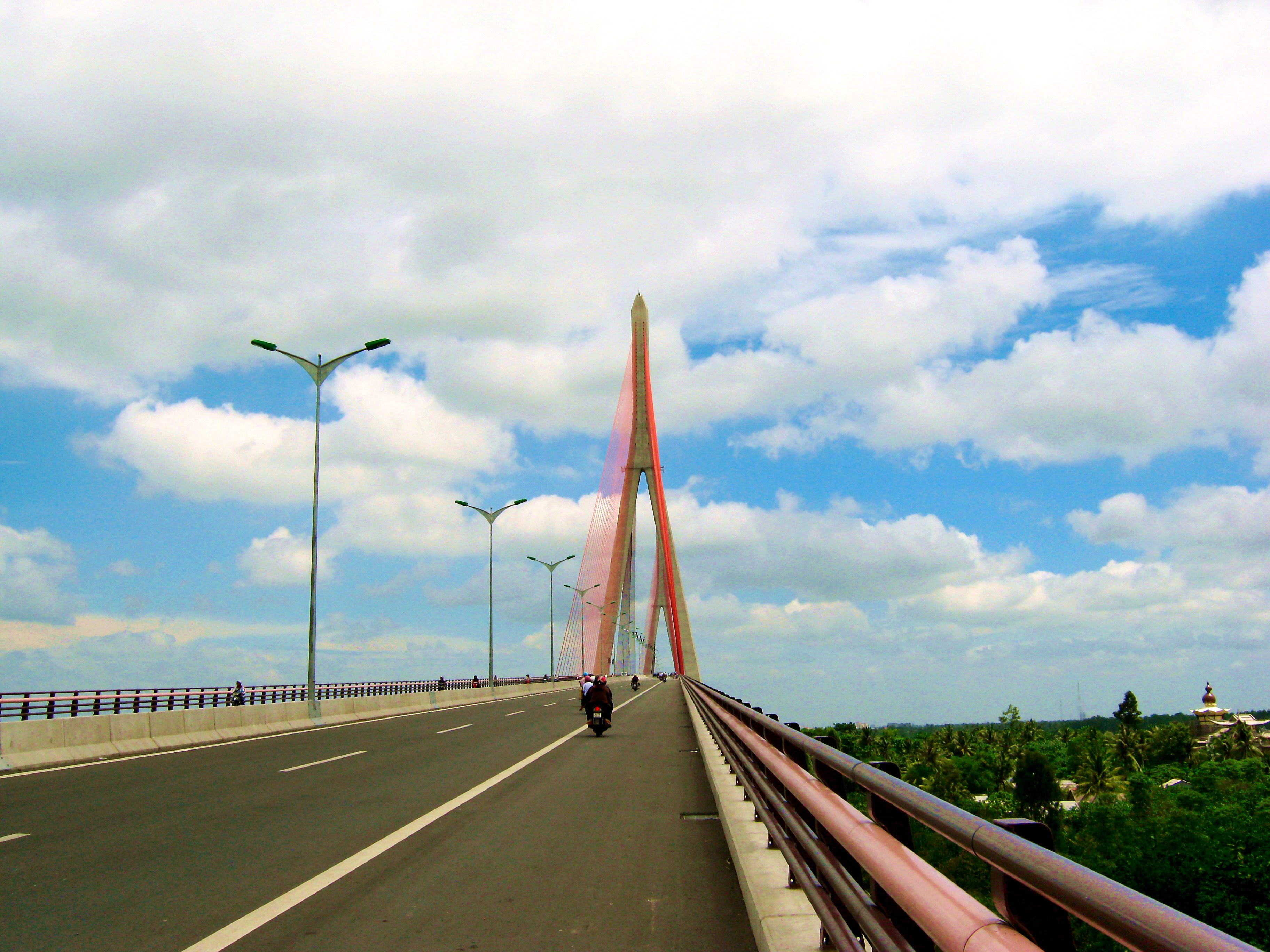
Quốc lộ 1, đi qua cầu Cần Thơ, nối Cần Thơ và Vĩnh Long